# Paxtla
Paxtla är en ort i Mexiko.   Den ligger i kommunen Chignahuapan och delstaten Puebla, i den sydöstra delen av landet, 120 km öster om huvudstaden Mexico City. Paxtla ligger 2 369 meter över havet och antalet invånare är 144.
Terrängen runt Paxtla är kuperad. Runt Paxtla är det ganska tätbefolkat, med 54 invånare per kvadratkilometer. Närmaste större samhälle är Chignahuapan, 7,3 km nordost om Paxtla. Trakten runt Paxtla består till största delen av jordbruksmark.